# Чемпіонат світу з водних видів спорту 2001
Чемпіонат світу з водних видів спорту 2001 проходив у Фукуоці (Японія) з 16 до 29 липня 2001 року.
Церемонії відкриття та закриття, а також змагання з плавання та синхронного плавання, відбулися в Маріне-Мессе, критому багатоцільовому комплексі. Будівництво тимчасового 50-метрового басейну на 10 000 місць коштувало 4 мільйони доларів США. У басейні префектури Фукуока відбулися змагання зі стрибків у воду, а на пляжі Момоті - запливи на відкритій воді. Змагання з водного поло відбулися в двох місцях: чоловіки змагалися в центрі Хаката-но-Морі, а жінки — в комплексі громадських басейнів Нісі.

## Таблиця медалей
*   Країна-господарка ( Японія)
| Місце               | Країна                                      | Золото | Срібло | Бронза | Загалом |
| ------------------- | ------------------------------------------- | ------ | ------ | ------ | ------- |
| 1                   | Австралія (AUS)                             | 13     | 4      | 6      | 23      |
| 2                   | КНР (CHN)                                   | 10     | 6      | 4      | 20      |
| 3                   | США (USA)                                   | 9      | 9      | 8      | 26      |
| 4                   | Росія (RUS)                                 | 6      | 8      | 7      | 21      |
| 5                   | Італія (ITA)                                | 6      | 2      | 4      | 12      |
| 6                   | Німеччина (GER)                             | 4      | 7      | 8      | 19      |
| 7                   | Нідерланди (NED)                            | 3      | 5      | 1      | 9       |
| 8                   | Україна (UKR)                               | 3      | 1      | 1      | 5       |
| 9                   | Швеція (SWE)                                | 1      | 3      | 2      | 6       |
| 10                  | Велика Британія (GBR)                       | 1      | 2      | 4      | 7       |
| 11                  | Японія (JPN)*                               | 1      | 1      | 7      | 9       |
| 12                  | Канада (CAN)                                | 1      | 1      | 3      | 5       |
| 13                  | Румунія (ROU)                               | 1      | 1      | 2      | 4       |
| 14                  | Угорщина (HUN)                              | 1      | 1      | 1      | 3       |
| 15                  | Іспанія (ESP)                               | 1      | 0      | 0      | 1       |
| 16                  | Франція (FRA)                               | 0      | 2      | 1      | 3       |
| 17                  | Австрія (AUT)                               | 0      | 2      | 0      | 2       |
| 17                  | Мексика (MEX)                               | 0      | 2      | 0      | 2       |
| 19                  | Ісландія (ISL)                              | 0      | 1      | 1      | 2       |
| 20                  | Коста-Рика (CRC)                            | 0      | 1      | 0      | 1       |
| 20                  | Союзна Республіка Югославія (FR Yugoslavia) | 0      | 1      | 0      | 1       |
| 20                  | Польща (POL)                                | 0      | 1      | 0      | 1       |
| 20                  | Швейцарія (SUI)                             | 0      | 1      | 0      | 1       |
| 24                  | ПАР (RSA)                                   | 0      | 0      | 1      | 1       |
| Загалом (24 збірні) | Загалом (24 збірні)                         | 61     | 62     | 61     | 184     |